# Liste der Baudenkmäler in Coburg/C
Dieser Teil der Liste der Denkmäler in Coburg beschreibt die denkmalgeschützten Objekte in folgenden Coburger Straßen und Plätzen:
- Callenberger Straße
- Casimirstraße

## Callenberger Straße
| Adresse Bezeichnung Akten-Nr.                                | Beschreibung | Foto |
| ------------------------------------------------------------ | --- | ---- |
| Callenberger Straße (Lage)                                   | Vom Stadtteil Neuses kommend führt die Callenberger Straße an Lauter und Itz entlang nach Süden bis zur Bahnhofstraße. Sie ist benannt nach Schloss Callenberg (Stadtteil Beiersdorf). (Haus Nr. 65–70 siehe Liste der Denkmäler in Coburg/Neuses) |      |
| Callenberger Straße 2 (Standort) Wohnhaus D-4-63-000-629     | Das dreigeschossige Wohnhaus erbaute Christian Meyer 1901. Es steht mit der Schmalseite zur Straße, sodass die Fassade, die beidseitig durch polygonale Ecktürme betont und deren Dachfläche durch zwei Reihen stehender Gauben aufgelockert wird, sich nach Süden wendet. |      |
| Callenberger Straße 4 (Standort) Villa D-4-63-000-55         | Hausteinornamentik und Fachwerk im Obergeschoss prägen diese Jugendstilvilla, die 1906 von Carl Bauer erbaut wurde. Die Fassade wird beherrscht von einem gerundeten zweigeschossigen Erker mit aufgesetztem Balkon und zwei Thermenfenstern. Das Haus mit seinen drei Giebeln wirkt durch einen angesetzten Eckerker stark südbetont.                                                                           |      |
| Callenberger Straße 5 (Standort) Wohnhaus D-4-63-000-630     | Das 1904 von Carl Bauer und Johannes Köhler errichtete, mit Jugendstildekoren geschmückte zweigeschossige Wohnhaus wird aufgelockert durch Ziergiebel und einen Erker an der Fassadenseite. |      |
| Callenberger Straße 24 (Standort) Wohnhaus D-4-63-000-631    | Johannes Köhler erbaute 1901 dieses Wohnhaus im Stil des gotisierenden Historismus mit Ziergiebeln und Doppelgeschosserker, kielbogengeschmückten Fenstern sowie ein in Ziegelfachwerk ausgeführten zweiten Obergeschoss. |      |
| Callenberger Straße 26/28 (Standort) Wohnhaus D-4-63-000-632 | Ähnlich Nr. 24 als schlichteres Doppelwohnhaus ebenfalls von Johannes Köhler 1901 erbaut. |      |
| Callenberger Straße 35 (Standort) Wohnhaus D-4-63-000-633    | Das zweigeschossige Eckhaus an der Einfahrt zur Brauerei Anton Sturm diente nach seiner Erbauung 1903 durch Georg Kempf zunächst als Werks-Wohnhaus und schloss den Betriebshof der Brauerei zusammen mit einer Sichtschutzmauer nach Süden hin ab. Zwei Zwerchhausrisalite in reduzierter Neurenaissance und besonders ein kastenförmiger, auf Konsolen ruhender Eckerker ergeben ein repräsentatives Aussehen. |      |

## Casimirstraße
| Adresse Bezeichnung Akten-Nr.                                                | Beschreibung | Foto |
| ---------------------------------------------------------------------------- | --- | ---- |
| Casimirstraße (Lage)                                                         | Die vor der ehemaligen Stadtmauer zur Ketschendorfer Vorstadt verlaufende Straße zwischen Goethestraße und Alexandrinenstraße' weist in ihrem östlichen Teil beachtliche Reste der Vorstadtummauerung aus dem 17. Jahrhundert auf. 1907–10 wurden einige Stallgebäude vor der Mauer abgerissen. Ihren Namen erhielt die Casimirstraße nach Herzog Johann Casimir anlässlich des 300. Stiftungsfestes des Gymnasiums Casimirianum im Jahr 1905. |      |
| Casimirstraße (Standort) Eingang zumSalvatorfriedhof D-4-63-000-539          | Der Abriss der Stallungen vor der Stadtmauer 1907 ermöglichte es, zwei neue Zugänge zum Salvatorfriedhof unmittelbar hinter der Mauer zu schaffen (siehe auch Obere Salvatorgasse). So entstand neben einer zweiläufigen Zugangstreppe mit einem segmentbogigen Tor und kugelbewehrter Brüstung eine weitere Türrahmung mit schmalen Spiegelpilastern, Keilstein und Girlanden. Diese Türrahmung mit den Initialen „E.R.“ stammt aus dem 17. Jahrhundert, wahrscheinlich aus einer der abgebrochenen Stallungen.                                             |      |
| Casimirstraße 5 (Standort) Wachtturm D-4-63-000-226                          | An der Südwestecke des ehemaligen Grundstücks Ketschengasse 54 stand vormals ein spätmittelalterlicher Stadtmauerturm. Die Stadt verkaufte 1864 das Areal auf dem 1871 das Gartenhaus zusammen mit dem Wohnhaus in der Ketschengasse errichtet wurde. Die Turmreste sind als Mauervorsprung und Quadermauerwerk unter dem verputzten Oberbau des Gartenhauses zu sehen. 1947 erfolgte ein Umbau mit Fensteränderung zur Nutzung als Wohnung. 2014/2015 wurde das Haus saniert; unter anderem wurden die Fenster wieder geändert. siehe auch Ketschengasse 54 |      |
| Casimirstraße 6 (Standort) Wohn- und Geschäftshaus D-4-63-000-916            | Passend zum Gebäude in der Ahorner Straße 2 baute 1959 Willi Völker ein Wohn- und Geschäftshaus mit flachgeneigtem Pultdach, in dessen Erdgeschoss sich bis 1993 eine Postfiliale befand. Deshalb unterlag deren Grundrissgestaltung dem Einfluss der Oberpostdirektion Nürnberg, während die zwei darüber liegenden Wohngeschosse mit Ahorner Straße 2 fast baugleiche Appartements aufweisen. |      |
| Casimirstraße 7 (Standort) Dreigeschossiger Sandsteinquaderbau D-4-63-000-56 | Um 1450 soll dort unmittelbar an das Ketschentor angebaut ein Torwärterhaus gestanden haben, das mit der Auffüllung des Stadtgrabens und der Schleifung der Wallanlagen und der Stadtmauer 1828 verschwand. 1837 baute man rechts und links des Ketschentores neugotische Flügelbauten unter Verwendung von Sandsteinquadern an. Der rechtsseitige, dreigeschossige Flügelbau in der Casimirstraße erhielt 1895 einen Fußgängerdurchgang zur Ketschengasse.                                                                                                  |      |
| Casimirstraße 11 (Standort) Lichtensteinturm D-4-63-000-57                   | Der älteste Teil dieser Zweiflügelanlage mit Treppenturm ist der Kern des dazugehörenden Lichtensteinturms aus dem frühen 13. Jahrhundert. Unter Verwendung der mittelalterlichen Bausubstanz erbaute Hans Rothbart ein zweigeschossiges neugotisches Wohnhaus. |      |